# Emilianópolis
Emilianópolis is een gemeente in de Braziliaanse deelstaat São Paulo. De gemeente telt 3.184 inwoners (schatting 2009).